# 22754 Olympus
22754 Olympus este o planetă minoră (asteroid), cu un diametru de 21,999 km, din centura de asteroizi. A fost descoperită pe 26 noiembrie 1998 la Observatorul Reedy Creek de John Broughton⁠(d). 
Obiectul prezintă o orbită caracterizată de o semiaxă mare de 3,1337484 UAi, o excentricitate de 0,07, o înclinație de 17,19426 ° în raport cu ecliptica.